# Benthomangelia
Benthomangelia is een geslacht van weekdieren uit de klasse van de Gastropoda (slakken).

## Soorten
- Benthomangelia abyssopacifica Sysoev, 1988
- Benthomangelia antonia (Dall, 1881)
- Benthomangelia bandella (Dall, 1881)
- Benthomangelia brachytona (Watson, 1881)
- Benthomangelia brevis Sysoev & Ivanov, 1985
- Benthomangelia celebensis (Schepman, 1913)
- Benthomangelia decapitata Bouchet & Warén, 1980
- Benthomangelia enceladus Figueira & Absalão, 2010
- Benthomangelia gracilispira (Powell, 1969)
- Benthomangelia macra (Watson, 1881)
- Benthomangelia trophonoidea (Schepman, 1913)